# دیانا کرزون
دیانا کَرَزون (انگلیسی: Diana Karazon زاده ۳۰ اکتبر ۱۹۸۳ در کویت) یک خوانندهٔ اهل اردن است.

## زندگی‌نامه
از جمله ترانه‌های معروف او «فراموشم کنی، فراموشت نمی‌کنم» است.
در شهر مراکش به وی گواهینامهٔ عضویت افتخاری در انجمن اطلس بزرگ و همچنین نشان ستایش به خاطر توانمندی‌ها و هنر رو به رشد او، اهدا شده است.
وی از ستارگان برنامه سال ۲۰۰۳ «سوپر استار» (نسخهٔ عربی برنامه مسابقه خوانندگی آیدلز) است.